# Jüdischer Friedhof (Bodenfelde)

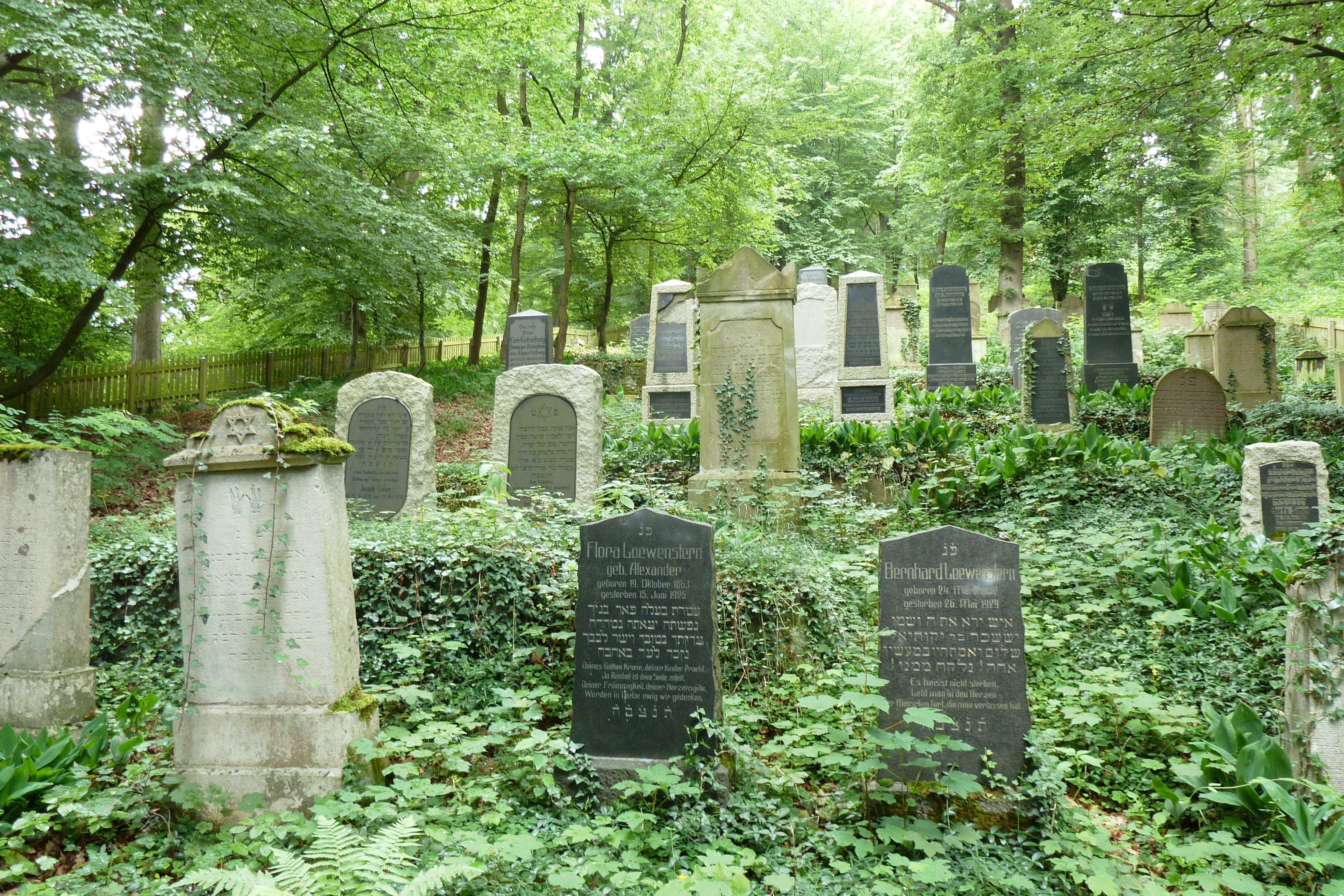
Jüdischer Friedhof Bodenfelde

Der Jüdische Friedhof Bodenfelde ist ein geschütztes Kulturdenkmal im niedersächsischen Flecken Bodenfelde im Landkreis Northeim. Auf dem jüdischen Friedhof Am Kahlberg befinden sich 80 Grabsteine. 

## Geschichte
Der Friedhof wurde von 1825 bis 1938 durch die jüdische Gemeinde Uslar-Bodenfelde-Lippoldsberg belegt; der jüngste Grabstein stammt aus dem Jahr 1936. Für die Zeit von 1825 bis 1938 sind 134 Sterbefälle dokumentiert.
Auf dem Friedhof, der im September 1939 verwüstet wurde, wurden umgestürzte Steine nach dem Krieg wieder aufgerichtet. 1990 wurde der gesamte Friedhof vom Landesverband der Jüdischen Gemeinden von Niedersachsen restauriert; dabei wurden auch zerschlagene Grabsteine zusammengesetzt und wieder aufgestellt. Bei einer Friedhofsschändung im Jahr 1998 wurden etwa 25 Grabsteine vollständig zerstört.